# Сервер застосунків
Сервер додатків (англ. application server) — сервер, що виконує деякі прикладні програми. Термін також відноситься і до програмного забезпечення, встановленому на такому сервері й забезпечує виконання прикладного ПЗ.

## Приклади реалізації
- Під сервером застосунків у випадку J2EE мається на увазі комплекс програм, що реалізовують концепцію J2EE і що дозволяють запускати в собі J2EE-застосунки. До класу серверів застосунків відносяться такі продукти як GlassFish, WebSphere, JBoss Enterprise Application Platform, WildFly, Apache Tomcat, Jetty і інші.
- Zope, розвинений сервер вебзастосунків.
- Термінальні сервери, такі, що наприклад поставляються компанією Citrix.
- На платформі Microsoft реалізація серверу застосунків включена у фреймворк .NET, ці технології включають Windows Communication Foundation, .NET Remoting, Microsoft Message Queuing, ASP.NET, ADO.NET, Internet Information Services.
- З розвитком інтернету з'явився великий простір для серверів застосунків, чия область діяльності глобальна, а не обмежена рамками одного підприємства.[джерело?]

## Переваги використання сервера застосунків

### Цілісність даних і коду
З централізацією бізнесової логіки на виокремленому сервері чи на ліченій кількості серверів легше проводити оновлення застосунків для всіх користувачів. Зникає ризик, що старі застосунки звертаються до даних в старий, несумісний спосіб.

### Централізована конфігурація
Зміни в конфігурації застосунків, такі як переміщення сервера баз даних, або системних налаштувань, проводяться централізовано.

### Безпека
Центральний сервер, до якого доступаються за даними й окремими застосунками, може бути побудований в безпечний спосіб, із застосуванням механізму автентифікації в порівнянні з потенційно небезпечним клієнтським рівнем, легше сховати від непотрібних очей рівень бази даних.

### Продуктивність
Обмеження мережного трафіку може додати швидкодії, модель взаємодії клієнт-сервер поліпшує продуктивність особливо для великих і складних застосунків, що сильно завантажують апаратну частину комп'ютерів.

### Загальна вартість володіння
Сукупно, переваги в цьому відношенні представлена коштами, збереженими компанією при розробці й підтримці застосунків підприємства. На практиці, проте, технічні виклики у створенні софту, що відповідає цій парадигмі, разом з потребою розподіленого софту з клієнтського боку, нівелюють ці переваги.

### Підтримка транзакцій
Транзакцією називається одиниця дії, коли модифікація багатьох даних (які можуть міститися на одному чи розподілених серверах даних) може бути зроблена атомарною (тобто неділимою одиницею роботи). Кінцевий користувач може виграти від стандартної поведінки системи та від менших витрат часу (і коштів), бо сервер забезпечує чималу частину важкого програмування. Розробник має змогу спокійно зосередитися на бізнесовій логіці.

## Дивись також
- Мережі на основі сервера
- Сервер
- Клієнт-сервер
- Хмарні обчислення
- Kubernetes